# Episodi di Il commissario Köster (trentatreesima stagione)
La trentatreesima stagione della serie televisiva Il commissario Köster è stata trasmessa in prima visione in Germania da ZDF dal 3 aprile al 18 settembre 2009.
| n. | Titolo originale           | Titolo italiano              | Prima TV Germania | Prima TV Italia |
| -- | -------------------------- | ---------------------------- | ----------------- | --------------- |
| 1  | Doppelleben                | Doppia vita                  | 3 aprile 2009     |                 |
| 2  | Tod auf dem Großmarkt      | Morte al mercato             | 10 aprile 2009    |                 |
| 3  | Du darfst nicht mehr leben | Solitudine                   | 17 aprile 2009    |                 |
| 4  | Männer in schwarz          | Uomini in nero               | 24 aprile 2009    |                 |
| 5  | Taximörder                 | L'assassino dei tassisti     | 1º maggio 2009    |                 |
| 6  | Die dunkle Wahrheit        | La vendetta viene da lontano | 28 agosto 2009    |                 |
| 7  | Im freien Fall             | Caduta libera                | 4 settembre 2009  |                 |
| 8  | Allein in die Nacht        | Da sola nella notte          | 11 settembre 2009 |                 |
| 9  | Ich muss dich opfern       | Compagni di scuola           | 18 settembre 2009 |                 |